# Julien Kravtchenko
Julien Kravtchenko (ur. 20 czerwca 1911 Paryż, zm. listopad 1994 Grenoble) – polski inżynier, profesor Uniwersytetu Josepha Fouriera w Grenoble, specjalista z dziedzin mechaniki: ogólnej, płynów i gruntów.

## Działalność naukowa i zawodowa
Studia wyższe na Sorbonie Uniwersytetu w Paryżu z zakresu matematyki ukończył w 1931, gdzie uzyskał doktorat i habilitację w 1941, a w 1946 – tytuł profesora. W latach 1946–1980 pracował na Uniwersytecie Josepha Fouriera w Grenoble, będąc dyrektorem Instytutu Mechaniki.
Był autorem publikacji z zakresu mechaniki ogólnej analizy matematycznej w mechanice oraz twórcą nieliniowych metod rozwiązywania równań stanów plastycznych w gruntach i unikalnej metody małego parametru do rozwiązywania stanów plastycznych w gruntach o małym kącie tarcia wewnętrznego. Stworzył szkołę naukową o zasięgu światowym z zakresu hydromechaniki i mechaniki ośrodków rozdrobnionych. Jeden z głównych twórców badań nauki o hydraulice Uniwersytetu Josepha Fouriera w Grenoble.
Autor kilkudziesięciu publikacji, w tym książek m.in.: "Sur le probleme de epresentation conforme de Helmholtz; theorie des sillages et des proues", Paryż, 1941 na temat mechaniki ogólnej, płynów i gruntów, matematyki. Promotor doktoratów m.in. Eugeniusza Dembickiego.
Był członkiem zagranicznym Polskiej Akademii Nauk, Polskiego Towarzystwa Mechaniki Teoretycznej i Stosowanej.
Doktor honoris causa Politechniki Gdańskiej (1970)

## Źródła
- Hueckel S., Inżynierskie wspomnienia, Gdańsk 1981
- Księga jubileuszowa 50-lecia Wydziału Hydrotechniki 1945-1995, od 15 lutego 1995 r. Wydziale Inżynierii Środowiska, red. A. Tejchman, M. Topolnicki, Gdańsk, maj 1995 r.
- Z. Olesiak, Utworzenie i początki działalności Polskiego Towarzystwa Mechaniki Teoretycznej i Stosowanej, w: Mechanika teoretyczna i stosowana, t.21, z.4, 25 lat PTMTiS, Warszawa 1983
- Politechnika Gdańska. Wydział Inżynierii Lądowej i Środowiska. Księga jubileuszowa, red. B. Zadroga, Gdańsk 2005